# ZIPAIR Tokyo
Zipair, ufficialmente Zipair Tokyo Inc. (株式会社 Zipair Tokyo, Kabushiki-gaisha Jippu-ea Tōkyō, in stile ZIPAIR Tokyo), è una compagnia aerea giapponese a basso costo con sede nell'aeroporto Narita di Tokyo. Fondata nel 2018, è una consociata interamente controllata di Japan Airlines, da cui noleggia la sua flotta di Boeing 787 Dreamliner. Le operazioni sono iniziate solamente per il trasporto di merci il 3 giugno 2020 a causa delle restrizioni al traffico passeggeri legate alla pandemia di COVID-19; il trasporto di passeggeri è iniziato il 16 ottobre 2020.

## Storia
Japan Airlines (JAL) ha annunciato nel maggio 2018 l'intenzione di lanciare un nuovo vettore internazionale a basso costo durante la metà del 2020, che doveva competere con altri vettori asiatici che tentavano di espandersi nel mercato giapponese, come AirAsia X. JAL ha istituito una consociata interamente controllata per preparare l'attività, legalmente costituita come T.B.L. Co., Ltd. (株式会社ティー・ビー・エル, Kabushiki-gaisha Tī Bī Eru, che sta per "To Be Launched"), nel luglio dello stesso anno. È stato stimato che la compagnia aerea avrebbe iniziato a operare in tempo per le Olimpiadi estive del 2020.
All'inizio del 2020, l'impatto sul settore dell'aviazione della pandemia di COVID-19 ha interrotto l'avvio delle operazioni di Zipair, con il divieto della Thailandia riguardo a tutti i voli passeggeri in entrata dal 4 aprile 2020 e l'introduzione del governo giapponese di severe misure alle frontiere. In queste circostanze, Zipair ha annunciato il 9 aprile 2020 che il lancio dei servizi sarebbe stato posticipato fino a nuovo avviso, anche se più tardi quel mese la compagnia aerea ha presentato domanda al Dipartimento dei trasporti degli Stati Uniti per la gestione di una rotta per Honolulu con inizio il 25 ottobre 2020. Il 21 maggio 2020 è stato annunciato che la compagnia aerea aveva presentato all'autorità giapponese una domanda per il lancio di voli cargo tra Tokyo e Bangkok per soddisfare le esigenze di trasporto aereo di merci durante la sospensione dei voli passeggeri. Zipair ha avviato i servizi il 3 giugno 2020, inizialmente come compagnia aerea cargo, con la sua flotta di Boeing 787-8.
Zipair ha inaugurato i suoi servizi passeggeri il 16 ottobre 2020. Il mese successivo, il 20 novembre 2020, la compagnia ha annunciato i dettagli della sua prima rotta verso gli Stati Uniti, con voli tra Tokyo Narita e Honolulu dal 19 dicembre 2020. Il 20 luglio 2021 ha annunciato un nuovo servizio tra Tokyo Narita e Singapore, con voli dal 7 settembre 2021. Il 28 ottobre 2021, la compagnia aerea ha aggiunto un terzo aereo alla sua flotta, trasferito da Japan Airlines. Il 12 novembre 2021 è stato inaugurata la rotta tra Tokyo Narita e l'aeroporto Internazionale di Los Angeles.
Nel giugno 2022, Zipair ha annunciato che la grande lettera Z sulla coda della sua livrea sarebbe stata sostituita con un motivo geometrico verde per evitare malintesi, poiché la lettera è stata utilizzata come simbolo militare dalle forze armate russe coinvolte nell'invasione russa in Ucraina del 2022. Sempre nel giugno 2022, la compagnia aerea ha annunciato un nuovo servizio tra Tokyo Narita e l'aeroporto Internazionale di San Jose.

## Destinazioni
Al 2022, ZIPAIR Tokyo collega il Giappone con Corea del Sud, Singapore, Stati Uniti e Thailandia.

## Flotta

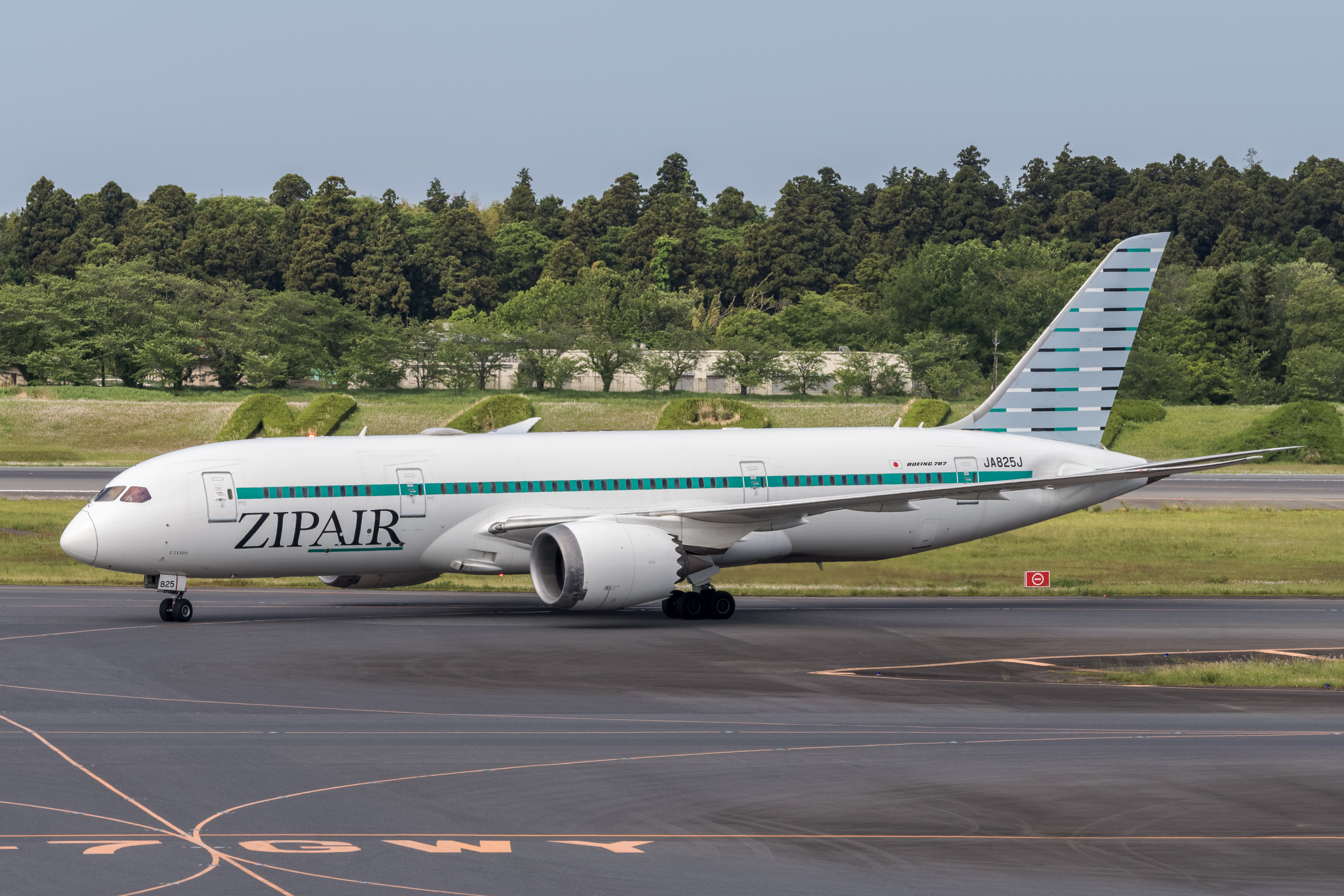
Un Boeing 787-8.

Ad aprile 2025 la flotta di ZIPAIR Tokyo è così composta: